# Sihyaj Chan K’awiil II
Sihyaj Chan K’awiil II (zm. 3 lutego 456) – władca Tikál. Zasiadł na tronie w roku 411.